# Янош Ердеї (письменник)
Янош Ердеї (угор. Erdélyi János; 1 квітня 1814, село Кішкапош, комітат Унг, Австрійська імперія — 23 грудня 1868, Шарошпатак) — угорський поет, письменник, літературний критик, юрист, філософ-молодогеґельянство, естетик і етнограф. Член Угорської академії наук.

## Біографія
Син колишнього кріпака, який отримав самоосвіту і зібрав домашню бібліотеку. Навчався в протестантській колегії Шарошпатак. Працював домашнім учителем. У 1833 він переїхав в Пешт, де в 1839 був обраний членом Угорської академії наук.

## Творчість
Літературну кар'єру розпочав в середині 1830-х, виступивши у пресі з першими віршами. У 1842 вступив в літературне Товариство Кішфалуді. У 1844 видавши збірник своїх віршів, написаних в народному стилі («Költeményei»).
Збирав фольклор. Слава до Яноша Ердеї прийшла після опублікування в 1846-1848 збірника угорських народних пісень і переказів «Magyar népköltési gyűjtemény, népdalok és mondák», який мав великий вплив на розвиток угорської поезії. Ця робота потім була частково переведена на німецьку мову і видана в Берліні в 1851.
Ердеї зібрав також велику колекцію угорських прислів'їв «Magyar közmondások könyve». Деякий час він працював редактором друкованого видання «Szépirodalmi Szemle», публікував огляди художньої літератури.
Під час революції 1848 був призначений директором Національного театру в Пешті, але після поразки революції переховувався і з 1849 проживав в своєму рідному місті. З 1851 викладав в Шарошпатаку.
Помер 23 січня 1868. Через рік після його смерті була надрукована книга «A nép költészete: népdalok, népmesék és közmondások» — збірник народної поезії, до якої увійшли народні пісні, казки та прислів'я. Ця твір Ердеї містить більше 300 народних пісень, 19 народних казок і 7362 угорські прислів'я. Інша його книга, опублікована посмертно — незавершена «Загальна історія літератури» («Egyetemes irodalomtörténet», видана в 1868).
Як філософ він був соціалістом-утопістом, перебував під впливом Гегеля.

## Вибрана бібліографія
- Колекція угорського фольклору, народні пісні й казки, Pest, (1846—1847)
- Книга угорських прислів'їв, Pest, 1851